# Sébastien Renouard
Pour les articles homonymes, voir Renouard.
Sébastien Renouard, né le 11 juillet 1984 à Nancy, est un footballeur français, professionnel de 2002 à 2015, évoluant au poste de milieu droit. Il est reconverti dans l'agriculture puis l'immobilier.

## Biographie

### Carrière de footballeur

#### Treize ans au FC Metz

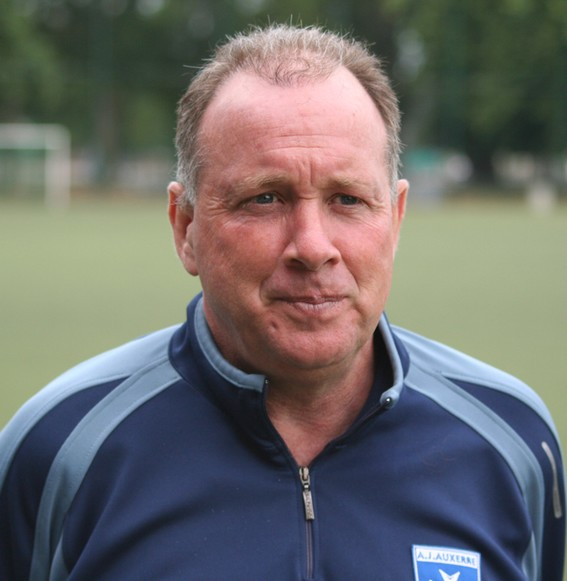
Jean Fernandez lance Renouard à Metz.

Sébastien Renouard effectue sa préformation au pôle espoirs de Madine, de 1997 à 1999, en compagnie de Ludovic Obraniak et Michaël Chrétien. Il est en parallèle joueur du FC Metz, dont il intègre le centre de formation en 1999. Initialement attaquant de pointe, il est reconverti en milieu droit par Jean Fernandez, qui le fait débuter en équipe première à 18 ans. Il accède à la Ligue 1 en 2003. Raymond Domenech le convoque en équipe de France espoirs en mai 2004 pour le Tournoi de Toulon, que les Bleuets remportent. En 2004 il assiste à l'éclosion de Franck Ribéry, initialement recruté pour être son remplaçant. Au total, Sébastien Renouard joue 141 matches avec le FC Metz, dont 76 en Ligue 1. Il connaît deux montées en Ligue 1 suivies de deux descentes, et est champion de France de Ligue 2 en 2007.

#### Angers SCO
De 2009 à 2011, il évolue au poste de milieu offensif au SCO d'Angers après avoir passé treize ans au FC Metz. Il s'illustre le 22 janvier 2011, lors des seizièmes de finale de la Coupe de France face aux Girondins de Bordeaux, en marquant l'unique but de la rencontre pour son équipe qui l'emporte 1-0. Il marquera également en demi-finale contre le Paris Saint-Germain, le 20 avril 2011, ce qui n'empêchera pas la victoire 3-1 des Parisiens. Lors de la saison 2010-2011 de Ligue 2, il est élu meilleur joueur du mois de mars. Opéré fin avril d'une fracture du cinquième métatarse, il n'est pas conservé par le SCO malgré une bonne deuxième saison. Jean Fernandez lui propose alors de venir s'entraîner avec l'équipe réserve de l'ASNL.

#### Stade lavallois et Luxembourg
En novembre 2011, sans club depuis la rentrée, il s'engage jusqu'à la fin de la saison pour le Stade lavallois, pour pallier la longue absence de Lhadji Badiane au poste de milieu droit. En fin de contrat en 2012, il n'est pas prolongé et quitte le club. En janvier 2013, il signe un contrat biennal avec le leader de la BGL Ligue, le CS Fola Esch. En juin 2013, il est de retour au Stade lavallois avec un contrat de deux ans. Tout au long du mois de juillet, il tient une chronique hebdomadaire dans le quotidien Ouest-France. Il y relate l'intérieur de sa préparation estivale. Lors de la saison 2014-2015 il est l'un des deux délégués syndicaux de l'UNFP au sein du club mayennais. En fin de contrat et avec seulement quatre apparitions au terme de la saison 2014-2015, il n'est pas retenu par le club.

### Reconversion
En 2016, à 32 ans, Sébastien Renouard passe un brevet professionnel de responsable d'exploitation agricole. Il succède à son oncle en prenant une place dans l'exploitation familiale lancée dans les années 1970 par son grand-père à Bouillonville (Meurthe-et-Moselle), et devient agriculteur spécialisé dans la céréaliculture et l’élevage laitier, et producteur de miel.
En 2021 il devient agent commercial en immobilier dans une agence Stéphane Plaza Immobilier.
Une de ses passions est la cuisine dans laquelle il excelle.

## Distinctions personnelles
- SCO Angers
  - Meilleur joueur de Ligue 2 du mois de mars 2011

- CS Fola Esch
  - Champion du Luxembourg en 2013
- FC Metz
  - Champion de France de Ligue 2 en 2007